# Abram Room
Abram Matwiejewicz Room (ros. Абра́м Матве́евич Ро́ом; ur. 28 czerwca 1894 w Wilnie, zm. 26 lipca 1976 w Moskwie) – rosyjski i radziecki reżyser filmowy oraz scenarzysta. Ludowy Artysta RFSRR (1965). Dwukrotny laureat Nagrody Stalinowskiej (1946, 1949). Był mężem aktorki Olgi Żyzniewy. Został pochowany na Cmentarzu Wwiedieńskim w Moskwie.

## Filmografia

### Reżyseria
- 1926: Zdrajca
- 1926: Zatoka śmierci
- 1927: Żydzi na ziemi
- 1927: Miłość we troje
- 1929: Upiór, który nie wraca
- 1930: Plan wielkich robót
- 1940: Wiatr ze wschodu
- 1945: Najazd
- 1946: W górach Jugosławii
- 1952: Szkoła obmowy
- 1953: Promienie śmierci
- 1965: Bransoleta z granatów
- 1971: Jakow Bogomołow

### Scenariusz
- 1927: Miłość we troje
- 1930: Plan wielkich robót
- 1965: Bransoleta z granatów
- 1971: Jakow Bogomołow
- 1977: Wrogowie

### Dyrektor artystyczny
- 1956: Sprawa nr 306

### Aktor
- 1927: Pocałunek Mary Pickford

## Nagrody i odznaczenia
- 1946: Nagroda Stalinowska
- 1949: Nagroda Stalinowska
- 1965: Ludowy Artysta RFSRR